# Centre for Policy Studies
Pour les articles homonymes, voir CPS.
 (février 2011).
Si vous disposez d'ouvrages ou d'articles de référence ou si vous connaissez des sites web de qualité traitant du thème abordé ici, merci de compléter l'article en donnant les références utiles à sa vérifiabilité et en les liant à la section « Notes et références ».
Le Centre d'Études Politiques (en anglais : Centre for Policy Studies, CPS) est l'un des plus célèbres think tanks britanniques. Il promeut des politiques publiques consistant en une limitation du rôle de l'État, une réforme des services publics, le soutien aux communautés, et la lutte contre les menaces qui limitent l'indépendance de la Grande-Bretagne.

## Histoire
Il fut fondé en 1974 par Sir Keith Joseph et rapidement rejoint par Margaret Thatcher pour se faire l'avocat du libéralisme économique en Grande-Bretagne auprès du grand public mais aussi du Parti conservateur que Thatcher va diriger à partir de 1975. Le parti Tory et son cercle officiel de réflexion sont en effet beaucoup plus partisans d'une intervention de l'État que ne le sont Joseph et Thatcher. Le centre a joué depuis lors un rôle important pour la promotion de l'économie de marché libre. Ses propositions politiques sont fondées sur un ensemble de principes fondamentaux, notamment la liberté de choix des individus et la responsabilité, les notions de devoir, de famille, de liberté, et d'État de droit. Il continue à jouer un rôle essentiel comme champion d'un État restreint.